# 法王庁の避妊法
『法王庁の避妊法』（ほうおうちょうのひにんほう）は、篠田達明作の小説。1986年、『別冊文藝春秋』第177号に掲載され、1991年、文藝春秋より単行本が刊行された。月経周期に関する「荻野学説」を荻野久作が発見する過程を巡って繰り広げられる荻野とその周囲の人々の物語が、実話をもとに描かれている。いわゆる「オギノ式」は、ローマ法王庁が初めて認めた避妊法であるところからこのタイトルがつけられている。
1989年にテレビドラマ化。また、1994年に飯島早苗・鈴木裕美によって戯曲化され、自転車キンクリートによって上演されたのちは、名戯曲として数々の劇団で上演が繰り返されている。

## 戯曲の上演履歴
1994年 - 2001年
- 自転車キンクリートSTORE（1994年12月10日 - 19日、全労済ホールスペース・ゼロ）
- 演劇ワークショッププロデュース公演（1999年2月20日・21日、アステールプラザ中ホール）
- 爆裂幻獣（1999年9月23日 - 26日、ウイングフィールド）
- 劇団朋友（2001年11月27日 - 12月2日、劇団朋友アトリエ）

2002年
- コモンセンスカンパニー第17回（3月28日・29日、船橋市勤労市民センターホール）
- 劇団NLT（6月18日 - 23日、千代田区立内幸町ホール）
- 劇団ふぉるむ（11月23日、西宮フレンテホール）

2003年
- 福岡女学院大学演劇部＆福岡大学演劇部第4回生卒業合同公演（[3月1日・2日、ぽんプラザホール）
- 劇団俳優座 LABO No.16（6月22日 - 29日、俳優座稽古場）
- ホリプロ（12月12日 - 28日、世田谷パブリックシアター / 2004年1月7日、静岡グランシップ中ホール・大地 / 1月10日 - 12日、近鉄劇場） - 鈴木裕美（演出・振付） 

2004年
- 加藤健一事務所俳優教室（1月23日 - 26日、武蔵野芸能劇場）
- 演劇ユニット 壱壱216（3月27日・28日、高山市民文化会館 小ホール）
- rorian55? 傑作を遊ぼう。（9月2日 - 5日、阿佐ヶ谷アルシェ）
- 劇団遊PAC（9月17日 - 19日、TACCS1179）
- 劇団朋友（10月10日 - 12日、劇団朋友アトリエ）
- 山口大学演劇サークル劇団笛 15周年記念公演（12月18日・19日、山口大学 大学会館）

2005年
- 関西アクターズスタジオ（3月19日・20日、ピッコロシアター 中ホール）
- 劇団あかぺら倶楽部（6月29日 - 7月3日、東京芸術劇場小ホール2）
- 劇団はちのす（10月10日、秋田市文化会館）
- Silly Sissy Theaterプロデュース第1回公演（11月24日 - 27日、アトリエフォンテーヌ）

2006年
- 劇団 空想力学 第12回公演（3月19日、高松オリーブホール）
- 劇団みずなら第9回公演（3月11日、北海道・斜里町）
- 演劇ユニット"Plug-In"（9月20日 - 24日、アイピット目白） 
- 俳優養成所PAC第9期上演実習（12月15 - 17日、PAC2Fアトリエ）

2007年 -
- 劇団ハイリンド第3回公演（1月6日 - 14日、「劇」小劇場）
- 湘南アクターズ（9月25日、平塚市民演劇フェスティバル）
- 南山大学演劇部「HI-SECO」企画冬期公演（2月18日 - 20日、G-pit）

2010年
- 湘南アクターズワンコインシアター（10月29日 - 31日、アトリエ湘南）

2011年
- 湘南アクターズワンコインシアター（1月29日 - 30日、アトリエ湘南）
- 兵庫県立ピッコロ劇団 オフシアターVol.24（4月15日 - 17日、ピッコロシアター中劇場）

2024年
- ちょっこりひょうきん島（5月8日 - 12日、OFF・OFFシアター）
- ロデオ★座★ヘヴン（9月11日 - 16日、「劇」小劇場）

## テレビドラマ版
1989年4月26日、日本テレビ系列の2時間ドラマ枠「水曜グランドロマン」にて放映された。

### キャスト
- 荻野久作：鹿賀丈史
- 荻野とめ：藤真利子
- 荻野忍：下元勉
- 荻野ふさの：南田洋子
- 坂口いく：永島暎子
- 木下教授：渥美国泰
- 古井半三郎：阿部雅彦
- 松下タミ：左時枝
- 丸岡奨詞、木曽秋一、坂元貞美、河原さぶ、大島蓉子、平沢智子、大方斐紗子　ほか

### スタッフ
- 脚本：高田純
- 監督：加藤彰
- 音楽：設楽幸嗣
- 選曲：山川繁
- 助監督：中嶋竹彦、芳田秀明、清水浩
- 音響効果：宮田音響
- 婚礼歌協力：水落忠夫（松坂節全国大会実行委員会）
- 紙芝居協力：秋山芳英（紙芝居カエルの会）
- 企画：梅谷茂（NTV）
- プロデューサー：山口剛（NTV）、山田耕大（メリエス）
- 制作：日本テレビ
- 製作著作：メリエス

## 書籍
- 篠田達明『法王庁の避妊法』文藝春秋、1991年5月。ISBN 4-16-312520-5。

### 戯曲
- 飯島早苗、鈴木裕美『法王庁の避妊法 : 戯曲』論創社、1996年12月。ISBN 4-8460-0125-3。
- 飯島早苗、鈴木裕美『法王庁の避妊法 : 戯曲 増補新版』論創社、2007年5月。ISBN 978-4-8460-0627-3。

### キャスト
1. ↑  
  - 荻野久作 - 勝村政信
  - 荻野とめ - 稲森いずみ
  - 野村ハナ - 持田真樹
  - 古井半三郎 - 横堀悦夫
  - 高見詠一 - 三上市朗
  - 酒井キヨ - 西牟田恵
  - 津島より子 - 西尾まり
  - 野村佐吉 - 櫻井章喜